# 凱迪拉克Lyriq
凱迪拉克Lyriq是通用汽車於2022年3月發布的車款，為首款凱迪拉克豪華電動休旅車 ，售價為59.995美元起，競爭對手為奧迪e-tron、捷豹I-Pace 和 特斯拉Model X。

## 性能
Lyriq採用了可擴充電池架構，並有單電機後輪驅動與雙電機四輪驅動兩種配置，原廠對動力詳細數據並無透露太多，但預計馬力可上看到340匹，並使用100kw/h的電池，每次充完電後續行高達300公里，同時也支援家中插頭供充電使用。

## 配置
除了外觀上有全新的設計語彙外，內裝配置33吋超大OLED曲面螢幕、19個AKG喇叭、CarPlay與AndroidAuto、車內Wi-Fi熱點等，科技輔助部分如：自動煞停、定速跟車、自動停車等，並配置最新凱迪拉克SuperCurise系統。 

## 資料來源
1. ↑  . 20 October 2020  [2022-04-17]. （原始内容存档于2022-04-15）.
2. ↑  . 王力汽车网. 2022-11-09  [2023-06-14]. （原始内容存档于2023-06-14）.
3. ↑  . GM Authority. 2021-06-23  [2022-02-13]. （原始内容存档于2022-04-30）.
4. ↑  . Car and Driver. 2020-04-15  [2020-05-05]. （原始内容存档于2022-05-28） （美国英语）.
5. ↑  Business, Peter Valdes-Dapena for CNN. . CNN.   [2020-08-12]. （原始内容存档于2022-01-26）.